# ココスマレー語
ココスマレー語(ココスマレーご、basa pulu cocos)は、マレー語系のクレオール言語である。オーストラリア領ココス諸島やマレーシアのサバ州で話されている。
ココスマレー語は19世紀のマレー語基盤のピジン語、特にベタウィ語から派生した。

## 歴史
最初のココス諸島のマレー人は、1826年にアレクサンダー・ヘアとジョン・クルーニーズ・ロスによって奴隷や（ヘアの）ハーレムとして当時無人だったココス諸島に連れてこられた。マレー人奴隷のほとんどは主にマラッカとバンジャルマシンで手に入れたものであったが、彼らの故郷はインドネシア各地から来ており、彼らが互いに話していた言語はマレー語の一種であった。 当時、マレー語は東南アジアの海洋全域で共通語または貿易言語であったため、奴隷たちは何らかの形でピジン・マレー語を理解し、コミュニケーションを取っていた可能性がある。クルーニーズ・ロス家は1857年から1910年の間に、バンテン、中部ジャワ、マドゥラから多数のジャワ人労働者も連れてきた。ジャワ人労働者は「バンタム人(Bantamese)」と呼ばれ、元から島に住んでいたマレー人とは区別された。現在、ココス・マレー人の間ではジャワ語を話す者はいないものの、いくつかの語彙はココス・マレー語の一部として残っている。
現在、ココス諸島では、マレー語は学校で第二言語として教えられており、マレーシアのマレー語は権威ある地位にある(ジャマイカのパトワ語と標準英語の関係と似ている)。この両方がこの言語に影響を与え、標準マレー語に近づけている。また、島々がオーストラリア領であったことや、グローバル化によって現代の用語が日常会話に溶け込んでいることを考えると、英語の影響も高まっている。2009年、ココス諸島のマレー人学生は母語の使用を禁止され、従わなかった場合は「スピーキングチケット」という形で罰せられ、学校で掃除の義務を負わされた。しかし、この形式の言語制限は2011年までに終了した。 

## 音韻

### 母音[4]
|      | 前舌 | 中央 | 後舌 |
| ---- | ---- | ---- | ---- |
| 狭   | [i]  |      | [u]  |
| 中央 | [e]  | [ə]  | [o]  |
| 広   |      | [a]  |      |

### 子音[4]
|                  | 両唇    | 両唇軟口蓋 | 歯茎 | 後部歯茎  | 硬口蓋 | 軟口蓋  | 口蓋垂 | 声門破裂 |
| ---------------- | ------- | ---------- | ---- | --------- | ------ | ------- | ------ | -------- |
| 破裂             | [p] [b] | [t̪]        | [d]  | [tʃ] [dʒ] |        | [k] [g] |        | [ʔ]      |
| 鼻               | [m]     |            | [n]  |           | [ɲ]    | [ŋ]     |        |          |
| 摩擦             |         |            | [s]  |           |        |         | [ʁ]    | [h²]     |
| 接近             | [w]     |            |      |           | [j]    |         |        |          |
| 有声歯茎側面接近 |         |            | [l]  |           |        |         |        |          |